# Ernst Ziehm
Ernst Ziehm, född 1 maj 1867 i Damerau, Westpreussen, död 7 juli 1962 i Timmendorfer Strand, Schleswig-Holstein, var en tysk jurist och politiker. Han var senatspresident i Fria staden Danzig från den 10 januari 1931 till den 20 juni 1933, då han efterträddes av Hermann Rauschning.

## Fotnoter
1. 1 2  Munzinger Personen, Munzinger person-ID: 00000006550, läst: 9 oktober 2017.[källa från Wikidata]